# تيريل لوي
تيريل لوي (بالإنجليزية: Terrell Lowe)‏ هو لاعب كرة قدم أمريكي في مركز الوسط، ولد في 12 مايو 1998 في بوكاتيلو في الولايات المتحدة. لعب مع بروتلاند تمبرز 2.